# Athylia fisheri
Athylia fisheri là một loài bọ cánh cứng trong họ Cerambycidae.